# Andrew Ingersoll
Andrew Perry Ingersoll est professeur de sciences planétaires au California Institute of Technology. Il est élu à l'Académie américaine des arts et des sciences en 1997. Il reçoit, pour l'ensemble de ses réalisations en sciences planétaires, le Prix Gerard-P.-Kuiper, en 2007. Il a démontré la théorie de l'emballement de l'effet de serre et est connu pour ses recherches sur l'atmosphère et le climat.

## Biographie
Andrew Ingersoll est né à Chicago dans l'Illinois en 1940 et déménage à Brooklyn durant son enfance, où il obtient son diplôme d'études secondaires à 16 ans. Il est diplôme du Amherst College en 1960 et obtient sa maîtrise à Harvard en 1961. Il obtient ensuite son doctorat de physique de l'Université Harvard en 1966, se concentrant sur la dynamique des fluides géophysiques.
Après avoir obtenu son diplôme, il rejoint la California Institute of Technology en tant que professeur adjoint au département des sciences planétaires en 1966. Il est devenu professeur agrégé en 1971 et professeur titulaire en 1976. Il a été professeur de sciences planétaires à Caltech de 2003 à 2011. Il apporte d'importantes contributions à la compréhension des atmosphères planétaires, y compris des études fondamentales sur l'emballement de l'effet de serre sur Vénus et la physique atmosphérique sur les planètes géantes et la Terre.
Il a été un chef de file dans l'étude du temps et du climat planétaires, en particulier sur les planètes géantes et la Terre, pendant près de cinq décennies. Il a joué un rôle clé dans les équipes d'instruments de nombreuses missions NASA/JPL, notamment Pioneer Venus, Pioneer Saturn, Voyager, Mars Global Surveyor, Galileo et Cassini.
Il a été interviewé au sujet de ses recherches sur le documentaire "The Planets" de Science Channel. Il est l'auteur du livre Climats planétaires.

## Distinctions
Parmi de nombreux autres prix, il reçoit le prix Gerard P. Kuiper pour l'ensemble de ses réalisations exceptionnelles en sciences planétaires en 2007, la NASA Exceptional Scientific Achievement Medal en 1981 pour son travail sur le programme Voyager et a été élu membre de l'American Academy of Arts et Sciences en 1997.
Il est élu Legacy Fellow de l'Union américaine d'astronomie en 2020.